# Гинкови (семейство)
Гинкови (Ginkgoaceae) е семейство семенни растения, единствено в отдел Ginkgophyta. То включва само един съществуващ днес вид - Гинко билоба (Ginkgo biloba).

## Основни родове
Семейство Гинкови
- Род †Baieroxylon
- Род †Cheirophyllum
- Род †Chiropteris
- Род †Ginkgoites
- Род †Ginkgoïdium
- Род †Ginkgopitys
- Род †Phoenicpsis
- Род †Polyspermophyllum
- Род †Trichopitys
- Род Ginkgo -- Гинко